# Berkay Öztuvan
Berkay Öztuvan (* 5. Februar 1992 in Osmangazi) ist ein türkischer Fußballspieler in Diensten von Göztepe Izmir.

## Karriere

### Vereinskarriere
Öztuvan begann mit dem Vereinsfußball in seiner Heimatstadt Osmangazi beim Nachwuchs des Amateurvereins Makospor . 2007   wechselte er mit einem Profivertrag in die Jugend von Fenerbahçe Istanbul. Hier spielte er fünf Spielzeiten lang ausschließlich für die Jugend- bzw. später für die Reservemannschaft.
Um ihm Spielpraxis in einer Profiliga zu ermöglichen, wurde er für die Rückrunde der Spielzeit 2011/12 an den Zweitligisten Giresunspor ausgeliehen. Am 22. Januar 2012 debütierte er bei einem Zweitligaspiel gegen Boluspor. Bis zum Saisonende absolvierte er 16 Ligabegegnungen und erzielte dabei einen Treffer.
Zur Spielzeit 2012/13 wurde er erneut in die TFF 1. Lig ausgeliehen, diesmal an den Aufsteiger Adana Demirspor. Zum Saisonende kehrte er zu Fenerbahçe zurück und wechselte anschließend als Leihspieler zum Drittligisten Göztepe Izmir.

### Nationalmannschaft
Öztuvan durchlief die türkischen U-18- und die U-19-Jugendnationalmannschaften. 2011 nahm er mit der türkischen U-19-Auswahl an der U-19-Fußball-Europameisterschaft 2011 teil, schied aber mit seiner Mannschaft bereits in der Gruppenphase aus dem Turnier aus.
Im Rahmen zweier Freundschaftsspiele wurde er zum ersten Mal in seiner Karriere für die Türkische U-21-Nationalmannschaft nominiert.